# عبدالکریم بن محمدیعقوب
عبدالکریم (۱۸۹۷ – ۱۸ فوریهٔ ۱۹۲۷) امیر اهل افغانستان بود که تنها ولایت جنوبی تحت سیطره‌اش بود. او از ژوئیه ۱۹۲۴ تا ژانویه ۱۹۲۵ امیر ولایت جنوبی بود. او کوچکترین فرزند محمدیعقوب خان بود.